# Eremias vermiculata
Eremias vermiculata — представник роду Ящурок з родини Справжні ящірки. Інша назва «центральноазійська ящурка».

## Опис
Довжина тулуба сягає 7 см, хвіст у 2 рази довше. Колір спини пісочний або сірий. Верхня сторона голови та тулуб поцятковані дрібними темно-бурими крапочками, які зливаються у смуги і плями, утворюючи поздовжній хробакоподібний малюнок, який частково переходить на основу хвоста і більш чітко виражений у молодих особин. У дорослих ящурок тонкі хвилясті лінії зберігаються лише у середній частині спини. Трапляються також ящурки з сітчастим малюнком. Верхня сторона лап у світлих кільцях. Черево має жовтувате забарвлення. Підочний щиток торкається краю рота. Надочноямкові щитки відокремлені від лобового і лоботім'яних низкою зерняток. Навколо середини тулуба 54—70 лусок. Луска поверх хвоста слабкоребриста. Навколо 9—10 хвостового кільця 32—41 лусочка. Рядок з 16—24 стегнових пір досягає або майже сягає колінного згину.

## Спосіб життя
Полюбляє піщану місцину, високі бархани. Це досить моторна тварина. Пересувається серед рідкісних кущів джузгуна і трав'янистої рослинності, на яку забиралися для відпочинку і полювання. Харчується комахами.
Це яйцекладна ящірка. Самиця відкладає 1—2 яйця. Протягом сезону буває до 3 кладок.

## Розповсюдження
Мешкає у північно-західному Китаї, Монголії, на південному сході Казахстану.